# Script kiddie
Script kiddie (script kiddie, skript kiddie, skiddie, kiddie, nebo skid) je pojem v IT, který označuje člověka, který využívá scripty popř. programy napsané zkušenějšími kolegy.

## Charakteristika
Pojem byl poprvé použit v roce 1988
Dle Carnegie Mellona se dá script kiddie charakterizovat jako:
"Nezralý, ale i přesto bohužel často nebezpečný vykořisťovatel bezpečnostních mezer na internetu. Typický script kiddy používá existující, často dobře známé a snadno dostupné techniky, programy nebo skripty k vyhledávání a zneužívání slabin v jiných počítačích na internetu – často náhodně a bez většího ohledu nebo dokonce pochopení potenciálně škodlivých důsledků."
Script kiddies napadají webové stránky pro zábavu a kvůli získání reputace. Někteří z nich vytvořili a šířili škodlivé viry, jako Anna Kournikova nebo Love Bug. Obvykle nemají dostatečné programátorské dovednosti, takže zanechávají stopy vedoucí k jejich odhalení nebo útočí na dobře chráněné firmy.
Ačkoli se útoky script kiddies mohou stát účinnějšími, odborníci upozorňují, že ochranu lze posílit například pomocí jazykových modelů. Tento neustálý boj mezi útočníky a obránci bude podle výzkumníků pokračovat.